# Conchita Supervía

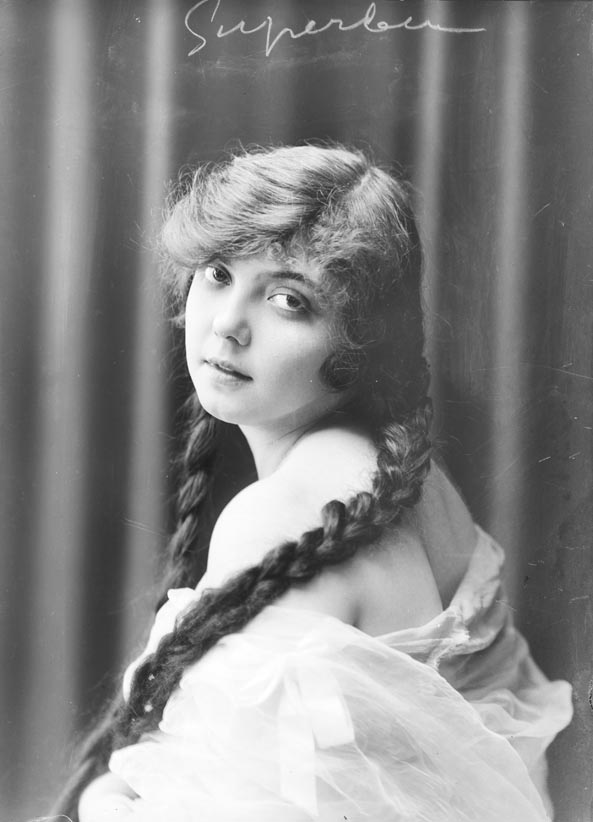
Conchita Supervía

María de la Concepción Supervía Pascual (* 8. oder 9. Dezember 1895 in Barcelona; † 30. März 1936 in London) war eine spanische Opernsängerin (Mezzosopran).

## Leben

### Jugend
Supervía wurde in Barcelona in eine alte andalusische Familie geboren und wurde getauft auf den vollständigen Namen María de la Concepción Supervía Pascual (katalanisch Concepció Supervia i Pascual), wobei das Concepció(n) zu Conchita (katal.: Conxita) verkürzt wurde. Sie erhielt ihren ersten Schulunterricht in einem örtlichen Konvent, wechselte aber im Alter von 12 Jahren auf das Conservatori Superior de Música del Liceu in Barcelona um Gesang zu studieren.

### Karriere
1910 debütierte sie mit einer spanischen Tournee-Truppe im Teatro Colón in Buenos Aires. Dort sang sie in der Oper Bianci di Beaulieu von César Stiattesi. Sie sang auch in Tomás Bretóns Los Amantes de Teruel und als Lola in Mascagnis Cavalleria rusticana. 1911 machte sie auf sich aufmerksam, als sie in Rom in der italienischen Erstaufführung von Der Rosenkavalier von Richard Strauss die Rolle des Octavian übernahm. Noch keine sechzehn Jahre alt entsprach sie damit auch physisch der Darstellung des 17-jährigen Octavian. Wenige Monate später sang sie in Bari und im Jahr darauf im Gran Teatre del Liceu (Barcelona) die Carmen in der gleichnamigen Oper von Georges Bizet. Eine Figur, die zur bedeutendsten Rolle ihres Lebens werden sollte.
1930 trat sie erstmals in London in der Queen’s Hall auf. Dort heiratete sie im folgenden Jahr den englischen Industriellen Ben Rubenstein und zog mit ihrem Sohn aus einer früheren Verbindung nach London. Sie nahm den jüdischen Glauben ihres Mannes an. 1934 spielte sie an der Seite von Fritz Kortner in dem englischen Musikfilm Evensong. Sie starb im März 1936 mit nur vierzig Jahren nach der Geburt ihres Kindes.
Es war eine besondere historische Leistung, dass Supervia diverse Rossini-Partien für Koloratur-Mezzosopran wieder in der Originallage sang, darunter besonders die Rosina im Barbier von Sevilla, die zu ihrer Zeit schon lange nur noch von hohen Koloratursopranen gesungen wurde. Damit verhalf sie außerdem in Vergessenheit geratenen Werken wie La Cenerentola oder L’italiana in Algeri zu einer Renaissance.
Zwischen 1927 und 1933 nahm sie über 200 Schallplatten auf. Am berühmtesten sind ihre Ausschnitte aus Carmen und die Arien aus Opern von Gioachino Rossini.

### Tod
Im Jahr 1935 musste sie wegen einer eingetretenen Schwangerschaft ihre geplanten Auftritte für den Herbst absagen. Am 30. März 1936 entband sie in einer Londoner Klinik von einem toten Kind. Wenige Stunden später starb auch sie selber. Sie wurde mit ihrer Tochter in einem von Edwin Lutyens gestalteten Grab im Willesden Jewish Cemetery im Nordwesten Londons beerdigt.
Das Grab verwahrloste über die Jahrzehnte, wurde aber im Oktober 2006 von einem Kreis ihrer Anhänger wieder hergerichtet.

## Stimme
Sie hatte ein kraftvolles Bruststimmenregister verbunden mit einer flexiblen Kopfstimme, welche leicht mit komplexeren Passagen umgehen konnte. Die Stimme war von großer individueller Musikalität und ansteckendem Flair geprägt. Auffällig ist allerdings ein starkes und schnelles Vibrato, das der Musikkritiker Philip Hope-Wallace im tieferen Teil ihrer Stimme mit einem Maschinengewehrrattern verglich, ‘so stark wie das Klickern von Eis in einem Glas, oder Spielwürfel in einer Schachtel’. Viele, die sie live erlebten, sagten, dass dieses Vibrato deutlicher auf den Plattenaufnahmen zu hören sei als auf der Bühne, und dass dies nur ein Beispiel dafür sei, wie ein Mikrofon die Fehler eines Sängers verstärken könne.
Tatsache bleibt jedoch, dass Supervias Vibrato nicht den klassischen Maßstäben des Belcanto entspricht. Ihre Aufnahmen sind daher leider vor allem als historisches Dokument aus den 1920er und -30er Jahren interessant, jedoch nicht als Vorbild für eine authentische oder ideale Interpretation von Rossini oder Bizet.